# Bear Valley School
Pour l’article homonyme, voir Bear Valley.
La Bear Valley School est une ancienne école du comté de San Benito, en Californie, dans le sud-ouest des États-Unis. Protégée au sein du parc national des Pinnacles, elle est inscrite au Registre national des lieux historiques depuis le 2 juin 2014.